# Agalychnis annae
Agalychnis annae és una espècie de granota que viu a Costa Rica.
Està amenaçada d'extinció per la pèrdua del seu hàbitat natural.